# 1. deild
L'1. deild è la seconda divisione del campionato faroese di calcio, organizzato dalla Fótbóltssamband Føroya, la federazione calcistica locale.
Nato nel 1942, fino al 1976 era noto con il nome diMeðaldeildin, per poi passerà alla denominazione 2. deild adottata fino al 2005 ed infine l'attuale 1. deild
Comprende 10 squadre, che si affrontano in un girone all'italiana con due gare d'andata e una di ritorno, per un totale di 27 partite. La vincitrice è promossa in Formuladeildin, mentre le ultime due classificate retrocedono in 2. deild. La squadra più titolata è il KÍ Klaksvík 2 con dodici affermazioni.

## Storia
Il campionato è stato fondato nel 1943 ed è stato nominato Meðaldeildin (La divisione media), un anno dopo la fondazione della Prima Divisione (Meistaradeildin). Anche se all'epoca non c'erano né la promozione, né il sistema di retrocessione, entrambe le leghe erano gestite separatamente gli uni dagli altri. Questo è stato in parte perché era per lo più costituito da gruppi di B dal club del Meistaradeildin. Un anno dopo, tutti i campionati vennero sospesi a causa dell'occupazione alleata delle Isole da parte dell'esercito britannico. La lega è poi ripresa la stagione successiva.
Dal 1943 al 1975 è stato chiamato Medaldeildin, poi la struttura del campionato cambiò nel 1976, quando la Meistaradeildin è stato rinominato 1. deild e il Medaldeildin è stata ribattezzata "2. deild". Anche da quella stagione in poi i club in 2. deild sono stati assegnati alla promozione in una sola 1. deild. Il primo club ad essere promosso è stato Fram Tórshavn dopo aver vinto la divisione per la prima volta nella loro storia, anche se finì ultimo la stagione successiva della 1. deild. L'ultima modifica al campionato è stata fatta nel 2004, quando la 1. deild è stato rinominata Formuladieldin per motivi di sponsorizzazione e la 2.deild adottò il nome di 1.Deild, il terzo livello è stato ribattezzata 2.Deild e il quarto livello 3.Deild.

## Squadre 2024
- AB Argir
- B36 Tórshavn-2
- B71 Sandur
- HB Tórshavn-2
- FC Hoyvík
- KÍ Klaksvík-2
- NSÍ Runavík-2
- Suðuroy
- TB Tvøroyri
- Víkingur Gøta-2

## Albo d'oro
- 1943:  HB Tórshavn 2
- 1944: non disputato
- 1945:  KÍ Klaksvík 2
- 1946:  Royn Hvalba
- 1947:  B36 Tórshavn 2
- 1948:  TB Tvøroyri
- 1949:  KÍ Klaksvík 2
- 1950:  B36 Tórshavn 2
- 1951:  KÍ Klaksvík 2
- 1952:  B36 Tórshavn
- 1953:  KÍ Klaksvík 2
- 1954:  KÍ Klaksvík 2
- 1955:  B36 Tórshavn 2
- 1956:  KÍ Klaksvík 2
- 1957:  B36 Tórshavn 2
- 1958:  B36 Tórshavn 2
- 1959:  KÍ Klaksvík 2
- 1960:  SÍF Sandavágur
- 1961:  B36 Tórshavn 2
- 1962:  B36 Tórshavn 2
- 1963:  KÍ Klaksvík 2
- 1964:  VB Vágur
- 1965:  B36 Tórshavn 2
- 1966:  HB Tórshavn 2
- 1967:  B36 Tórshavn 2
- 1968:  B36 Tórshavn 2
- 1969:  SÍ Sørvágur
- 1970:  SÍF Sandavágur
- 1971:  B36 Tórshavn
- 1972:  KÍ Klaksvík 2
- 1973:  SÍF Sandavágur
- 1974:  KÍ Klaksvík 2
- 1975:  KÍ Klaksvík 2
- 1976:  FC Hoyvík
- 1977:  MB Miðvágur
- 1978:  NSÍ Runavík
- 1979:  GÍ Gøta
- 1980:  B68 Toftir
- 1981:  LÍF Leirvík
- 1982:  MB Miðvágur
- 1983:  NSÍ Runavík
- 1984:  ÍF Fuglafjørður
- 1985:  B36 Tórshavn
- 1986:  VB Vágur
- 1987:  ÍF Fuglafjørður
- 1988:  B71 Sandur
- 1989:  MB Miðvágur
- 1990:  NSÍ Runavík
- 1991:  B71 Sandur
- 1992:  LÍF Leirvík
- 1993:  NSÍ Runavík
- 1994:  VB Vágur
- 1995:  HB Tórshavn
- 1996:  NSÍ Runavík
- 1997:  VB Vágur
- 1998:  B71 Sandur
- 1999:  FS Vágar
- 2000:  EB/Streymur
- 2001:  TB Tvøroyri
- 2002:  FS Vágar
- 2003:  ÍF Fuglafjørður
- 2004:  TB Tvøroyri
- 2005:  B68 Toftir
- 2006:  B71 Sandur
- 2007:  B68 Toftir
- 2008:  07 Vestur
- 2009  VB Vágur
- 2010:  07 Vestur
- 2011:  Suðuroy
- 2012:  07 Vestur
- 2013:  B68 Toftir
- 2014:  TB Tvøroyri
- 2015:  Skála ÍF
- 2016:  EB/Streymur
- 2017:  AB Argir
- 2018:  ÍF Fuglafjørður
- 2019:  KÍ Klaksvík-2
- 2020:  Víkingur Gøta II
- 2021:  Skála ÍF
- 2022:  ÍF Fuglafjørður
- 2023:  Skála ÍF